# Euarchontoglires
Die Euarchontoglires (eine synonyme Bezeichnung ist Supraprimates) sind eine aufgrund molekulargenetischer Untersuchungen festgelegte Überordnung innerhalb der Unterklasse der Höheren Säugetiere. Der Name, für den es bis jetzt noch keine deutsche Entsprechung gibt, ist eine Neuschöpfung aus Glires (Nager), einer Gruppe, welche die beiden Ordnungen der Nagetiere (Rodentia) und Hasenartigen (Lagomorpha) umfasst, und Euarchonta, einer Gruppe aus Spitzhörnchen (Scandentia), Primaten (Primates) und Riesengleitern (Dermoptera). Er wurde im Jahr 2001 von William J. Murphy, Eduardo Eizirik und Forscherkollegen geprägt, die Synonymbezeichnung Supraprimates stammt aus demselben Jahr von Peter J. Waddell und Kollegen.

## Stammesgeschichte
In der späten Kreidezeit haben sich die Euarchontoglires in Eurasien, auf das sie zunächst beschränkt blieben, von ihrer Schwestergruppe, den Laurasiatheria, getrennt (die gemeinsame Klade heißt Boreoeutheria). Bald darauf erfolgte die Aufspaltung in die Gruppen der Euarchonta und Glires.

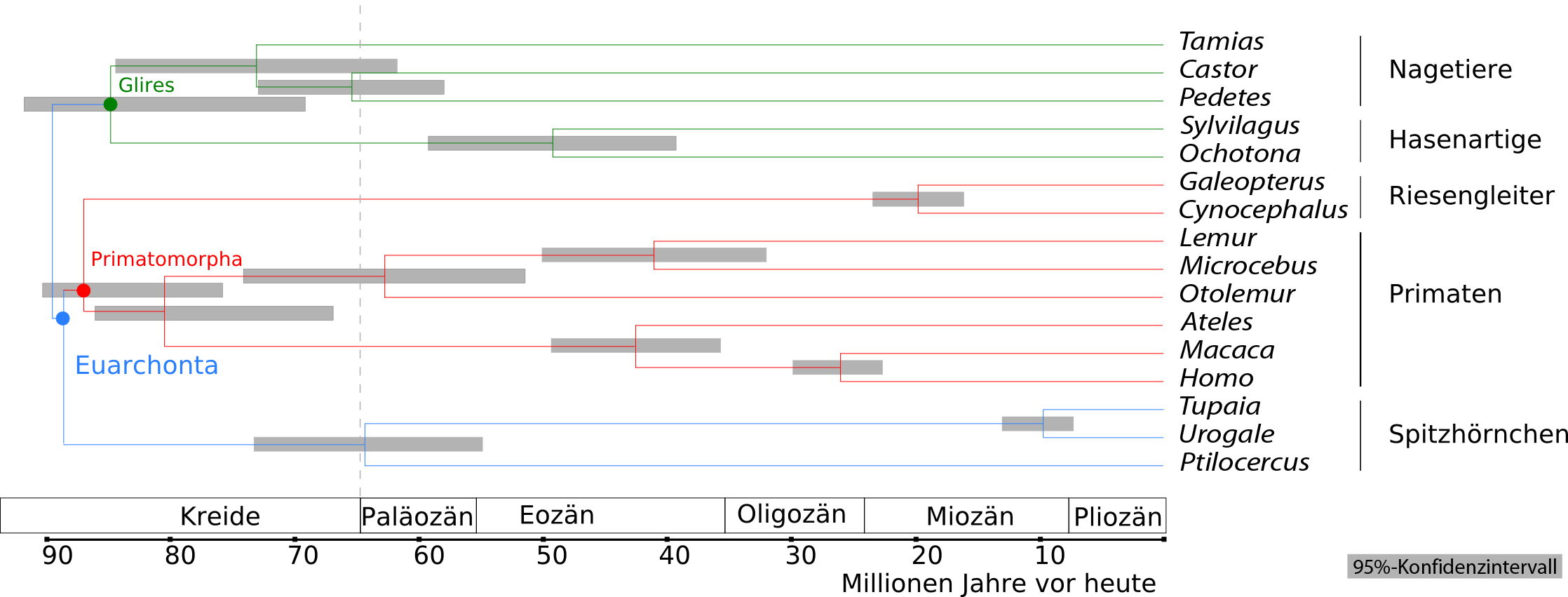
Das zeitkalibrierte Kladogramm zeigt die Chronologie der Aufspaltungsereignisse der Entwicklungslinien der Euarchontoglires (die grauen Balken kennzeichnen die statistische Unsicherheit für den Zeitpunkt jedes Aufspaltungsereignisses), wie sie mithilfe der molekulargenetischen Daten folgender Taxa ermittelt wurden:
Nagetiere: Tamias (Streifenhörnchen) – Castor (Biber) – Pedetes (Springhasen)
Hasenartige: Sylvilagus (Baumwollschwanzkaninchen) – Ochotona (Pfeifhasen)
Riesengleiter: Galeopterus – Cynocephalus
Primaten: Lemur (Katta) – Microcebus (Mausmakis) – Otolemur (Riesengalagos) – Ateles (Klammeraffen) – Macaca (Makaken) – Homo (Menschen)
Spitzhörnchen: Tupaia (Eigentliche Spitzhörnchen) – Urogale (Philippinen-Spitzhörnchen) – Ptilocercus (Federschwanz-Spitzhörnchen)